# Dallara 191
Chronologie des modèles (1991)
Dallara 190 Dallara 192
La Dallara 191 est la monoplace de Formule 1 conçue par Dallara et engagée par la Scuderia Italia dans le cadre du championnat du monde de Formule 1 1991. Elle est pilotée par l'Italien Emanuele Pirro et le Finlandais Jyrki Järvilehto. Elle est équipée d'un moteur Judd et de pneus Pirelli.

## Historique
La saison commence par un double abandon au Grand Prix des États-Unis, puis par une non-préqualification de Emanuele Pirro à Saint-Marin. Ce Grand Prix voit JJ Letho décrocher la troisième place, le second podium de l'écurie italienne après la troisième place de Andrea De Cesaris lors du Grand Prix du Canada 1989. À Monaco, Emanuele Pirro termine sixième et rapporte un point à la Scuderia Italia, avant les deux non-préqualifications du pilote italien au Mexique et en France. La Dallara 191, victime de son manque de fiabilité, ne marque plus aucun point de la saison.
À la fin de la saison, BMS Scuderia Italia termine à la huitième place du championnat des constructeurs avec cinq points.

## Engagement auTrofeo Indoor di Formula 1
Les 7 et 8 décembre 1991, la Scuderia Italia participe au Trofeo Indoor di Formula 1, une épreuve d'exhibition organisée en marge du Motor Show de Bologne, une exposition internationale reconnue par l'Organisation internationale des constructeurs automobiles qui se tient dans les salons de la foire de Bologne. Bien que l'épreuve soit baptisée indoor, la piste, d'une longueur de 1 300 mètres, est située à l'extérieur des locaux de l'exposition. Pour cette quatrième édition, la Scuderia Italia affronte les écuries Fondmetal, Team Lotus et Andrea Moda Formula, dont c'est la première participation à cette compétition, et Minardi, une habituée de l'épreuve.
La Scuderia Minardi engage deux monoplaces : une M191, confiée à son pilote titulaire, Gianni Morbidelli, et une M190, confiée au pilote d'essais Marco Apicella. Fondmetal engage une FA1M-E à Gabriele Tarquini, un ancien de l'écurie italienne ; Andrea Moda Formula confie une Coloni C4 à Antonio Tamburini, pilote en Formule 3000, et la Scuderia Italia dispute le trophée avec une Dallara 191, pilotée par Jyrki Järvilehto. Lotus, qui est la première écurie non italienne de l'histoire à participer au Trofeo Indoor di Formula 1, engage une Lotus 102B, confiée à son titulaire, Johnny Herbert.
Pour les quarts de finale, JJ Letho remporte son duel face à Marco Apicella. Toutefois, il s'incline en demi-finales face à Gabriele Tarquini, qui remporte le trophée en finale.

## Résultats en championnat du monde de Formule 1

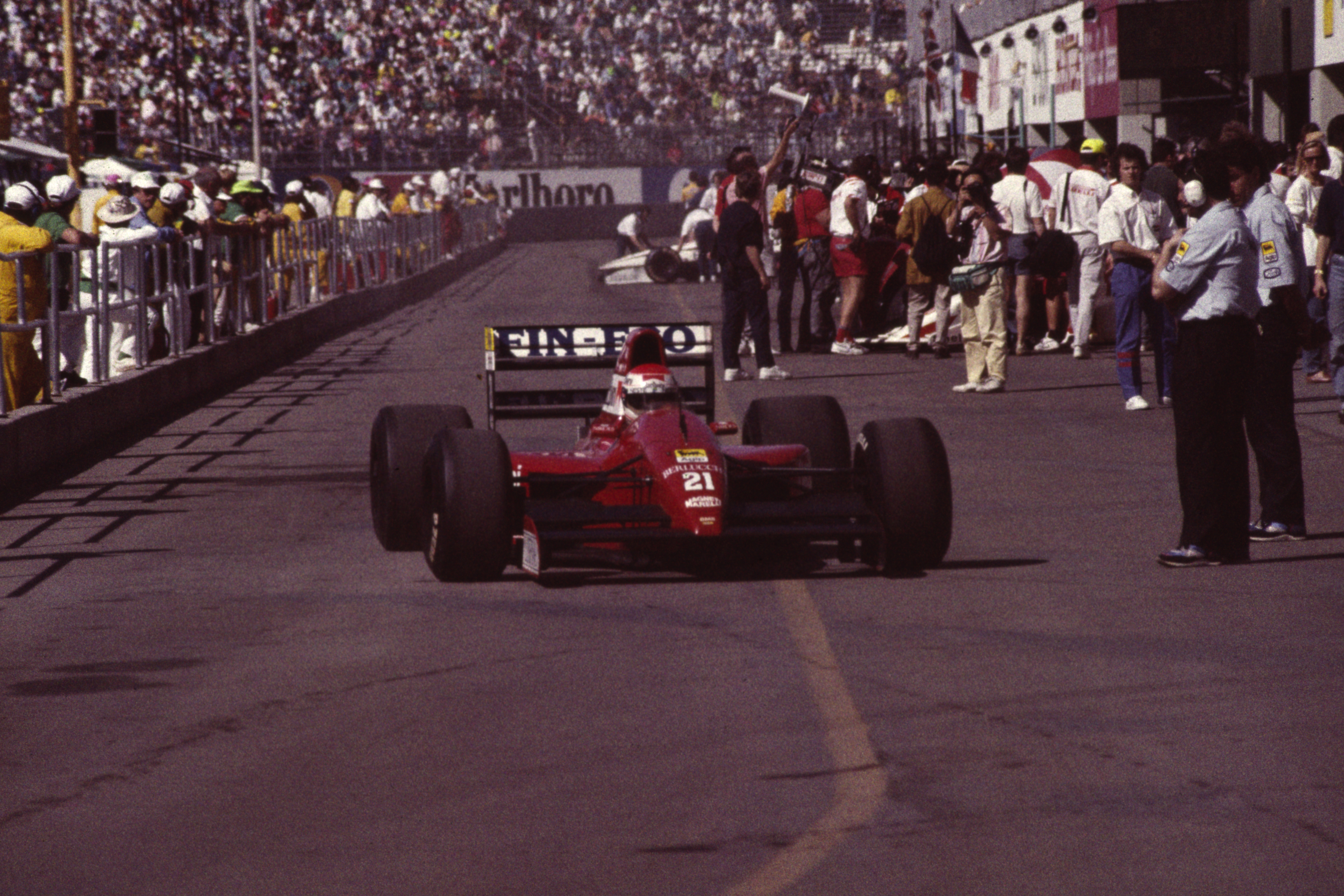
La Dallara 191 de Pirro au Grand Prix des États-Unis

| Saison | Écurie              | Moteur      | Pneus   | Pilotes          | Courses | Courses | Courses | Courses | Courses | Courses | Courses | Courses | Courses | Courses | Courses | Courses | Courses | Courses | Courses | Courses | Points inscrits | Classement |
| Saison | Écurie              | Moteur      | Pneus   | Pilotes          | 1       | 2       | 3       | 4       | 5       | 6       | 7       | 8       | 9       | 10      | 11      | 12      | 13      | 14      | 15      | 16      | Points inscrits | Classement |
| ------ | ------------------- | ----------- | ------- | ---------------- | ------- | ------- | ------- | ------- | ------- | ------- | ------- | ------- | ------- | ------- | ------- | ------- | ------- | ------- | ------- | ------- | --------------- | ---------- |
| 1991   | BMS Scuderia Italia | Judd GV V10 | Pirelli |                  | USA     | BRÉ     | SMR     | MON     | CAN     | MEX     | FRA     | GBR     | ALL     | HON     | BEL     | ITA     | POR     | ESP     | JAP     | AUS     | 5               | 8e         |
| 1991   | BMS Scuderia Italia | Judd GV V10 | Pirelli | Emanuele Pirro   | Abd     | 11e     | Nq      | 6e      | 9e      | Nq      | Nq      | 10e     | 10e     | Abd     | 8e      | 10e     | Abd     | 15e     | Abd     | 7e      | 5               | 8e         |
| 1991   | BMS Scuderia Italia | Judd GV V10 | Pirelli | Jyrki Järvilehto | Abd     | Abd     | 3e      | 11e     | Abd     | Abd     | Abd     | 13e     | Abd     | Abd     | Abd     | Abd     | Abd     | 8e      | Abd     | 12e     | 5               | 8e         |

Légende : ici 

## Résultats duTrofeo Indoor di Formula 1
|  | Quarts de finale   | Quarts de finale  | Quarts de finale |                   |                    | Demi-finales      | Demi-finales | Demi-finales |  |           | Finale            | Finale | Finale    | Finale |
|  |                    |                   |                  |                   |                    |                   |              |              |  |           |                   |        |           |        |
|  | Team Lotus         | Johnny Herbert    | repéché          |                   |                    |                   |              |              |  |           |                   |        |           |        |
|  | Fondmetal          | Gabriele Tarquini | vainqueur        |                   |                    |                   |              |              |  |           |                   |        |           |        |
|  | Fondmetal          | Gabriele Tarquini | vainqueur        |                   | Fondmetal          | Gabriele Tarquini | vainqueur    |              |  |           |                   |        |           |        |
|  |                    |                   |                  |                   | Fondmetal          | Gabriele Tarquini | vainqueur    |              |  |           |                   |        |           |        |
|  |                    | Scuderia Italia   | Jyrki Järvilehto | éliminé           |                    |                   |              |              |  |           |                   |        |           |        |
|  | Scuderia Italia    | Scuderia Italia   | Jyrki Järvilehto | éliminé           | Jyrki Järvilehto   | vainqueur         |              |              |  |           |                   |        |           |        |
|  | Scuderia Italia    |                   |                  |                   | Jyrki Järvilehto   | vainqueur         |              |              |  |           |                   |        |           |        |
|  | Scuderia Minardi   | Marco Apicella    | éliminé          |                   |                    |                   |              |              |  |           |                   |        |           |        |
|  | Scuderia Minardi   | Marco Apicella    | éliminé          |                   |                    |                   |              |              |  | Fondmetal | Gabriele Tarquini |        | vainqueur |        |
|  |                    |                   |                  |                   |                    |                   |              |              |  | Fondmetal | Gabriele Tarquini |        | vainqueur |        |
|  |                    | Team Lotus        | Johnny Herbert   |                   | finaliste          |                   |              |              |  |           |                   |        |           |        |
|  | Scuderia Minardi   | Team Lotus        | Johnny Herbert   | Gianni Morbidelli | finaliste          | éliminé           |              |              |  |           |                   |        |           |        |
|  | Scuderia Minardi   |                   |                  | Gianni Morbidelli |                    | éliminé           |              |              |  |           |                   |        |           |        |
|  | Coloni-Andrea Moda | Antonio Tamburini | vainqueur        |                   |                    |                   |              |              |  |           |                   |        |           |        |
|  | Coloni-Andrea Moda | Antonio Tamburini | vainqueur        |                   | Coloni-Andrea Moda | Antonio Tamburini | éliminé      |              |  |           |                   |        |           |        |
|  |                    |                   |                  |                   | Coloni-Andrea Moda | Antonio Tamburini | éliminé      |              |  |           |                   |        |           |        |
|  |                    |                   | Team Lotus       | Johnny Herbert    | vainqueur          |                   |              |              |  |           |                   |        |           |        |
|  |                    |                   |                  | Johnny Herbert    | vainqueur          |                   |              |              |  |           |                   |        |           |        |
|  |                    |                   |                  |                   |                    |                   |              |              |  |           |                   |        |           |        |
|  |                    |                   |                  |                   |                    |                   |              |              |  |           |                   |        |           |        |